# JScript
JScript ist ein Microsoft-eigener Dialekt der Skriptsprache ECMAScript.
Als einziger Webbrowser unterstützt der Microsoft Internet Explorer JScript vollständig. Die Mozilla- oder Opera-Browser implementieren inzwischen ebenfalls große Teile dieser Erweiterungen, womit die Grenze zwischen JScript und JavaScript verschwimmt. Es ist möglich, Skriptprogramme zu schreiben, die sowohl von JScript-, als auch von JavaScript-Engines korrekt ausgeführt werden.
JScript ist als eine sogenannte Windows Script Engine implementiert. Das bedeutet, dass sie mit jedem Programm, das Windows Script unterstützt, eingesetzt werden kann, wie zum Beispiel dem Internet Explorer, Active Server Pages und Windows Script Host. Das bedeutet auch, dass jedes Programm, das Windows Script unterstützt, mehrere Sprachen verwenden kann: JScript, VBScript, Perl und andere.
Eine auf dem .NET Framework aufsetzende Weiterentwicklung ist JScript .NET.

## Versionen

### JScript
| Version | Datum     | Eingeführt mit | Entspricht etwa JavaScript |
| ------- | --------- | -------------- | -------------------------- |
| 1.0     | Aug 1996  | IE 3.0         | 1.0                        |
| 2.0     | Jan 1997  | IIS 3.0        | 1.1                        |
| 3.0     | Okt 1997  | IE 4.0         | 1.3                        |
| 4.0     |           | VS 6.0         |                            |
| 5.0     | März 1999 | IE 5.0         | 1.5                        |
| 5.1     | Nov 1999  | IE 5.01        | 1.5                        |
| 5.5     | Jul 2000  | IE 5.5         | 1.5                        |
| 5.6     | Okt 2001  | IE 6.0         | 1.5                        |
| 5.7     | Nov 2006  | IE 7.0         | 1.5                        |
| 5.8     | März 2009 | IE 8.0         | 1.5                        |
| 6.0     | 2009/2010 | IE 8.0         | 1.6                        |
| 7.0     | 2010      | IE 8.0         | 1.6                        |
| 8.0     | 2010      | IE 8.0         | 1.7                        |
| 9.0     | 2011      | IE 9.0         | 1.8.5                      |
| 10.0    | 2012 (?)  | IE 10.0 (?)    | 1.9 (?)                    |

(Quelle: MSDN, WebmasterWorld Forum)

### JScript .NET
| Version  | Datum         | Eingeführt mit               | Entspricht etwa JavaScript |
| -------- | ------------- | ---------------------------- | -------------------------- |
| .NET 7.0 | 11. Juli 2000 | Microsoft .NET Framework 1.0 | ?                          |
| .NET 7.1 | 3. April 2003 | Microsoft .NET Framework 1.1 | ?                          |
| .NET 8.0 | 22. Jan 2006  | Microsoft .NET Framework 2.0 | ?                          |

(Quelle: MSDN, WebmasterWorld Forum)
JScript-Dateien (Dateinamenserweiterung *.js) können durch den Windows Based Script Host ausgeführt werden, sei es – wenn die Erweiterung verknüpft wurde – durch einen Doppelklick der Skriptdatei, oder aber durch Aufruf von wscript.exe oder cscript.exe im „Ausführen“-Fenster des Startmenüs. Dabei können neben der Skriptdatei weitere Parameter übergeben werden.